# Röda biblioteket
Röda biblioteket, skönlitterär bokserie utgiven av B. Wahlströms bokförlag.
| Volym | Titel                                     | Författare            | Utgivningsår |
| ----- | ----------------------------------------- | --------------------- | ------------ |
| 1     | En folkets son: Historisk roman           | Rafael Sabatini       | 1938         |
| 2     | Charlie Chan's triumf: Detektivroman      | Earl Derr Biggers     | 1938         |
| 3     | Fången på Zenda                           | Anthony Hope          | 1938         |
| 4     | Alaskaflickan: Roman från Nordlandet      | Rex Beach             | 1938         |
| 5     | Rörliga pengar                            | P.G. Wodehouse        | 1938         |
| 6     | Den förbjudna dalen: Vildmarksroman       | William B. Mowery     | 1939         |
| 7     | Lördagen den 16:de: Detektivroman         | Stein Riverton        | 1939         |
| 8     | Signor Babanis massös: roman              | Gösta Segercrantz     | 1939         |
| 9     | Hemliga agenten nummer 1: Spionageroman   | Frederick Frost       | 1939         |
| 10    | Ombytta roller: Söderhavsroman            | George Goodchild      | 1939         |
| 11    | Min officiella hustru: Äventyrsroman      | Richard H. Savage     | 1939         |
| 12    | Den stulna statshandlingen: Äventyrsroman | E. Phillips Oppenheim | 1939         |
| 13    | Under glödande sol: Kärlek och äventyr    | Edward Fripp          | 1939         |
| 14    | Mysteriet i Söderhavet: Sjöroman          | Sydney Parkman        | 1939         |
| 15    | Hammarslaget: En Jonas Fjeld-bok          | Øvre Richter Frich    | 1939         |